# 安藤一人
安藤 一人（あんどう かずひと、1964年9月30日 - ）は、日本の俳優・元子役。神奈川県出身。趣味は水泳・ゴルフ。特技はラグビー・殺陣。宝映テレビプロダクション、ステージドアを経て、エム・ケイ・ツー所属。

## 人物
子役時代、『小さなスーパーマン ガンバロン』の主役の天道輝役で人気を得たほか『透明ドリちゃん』でも白川大介役でレギュラー出演した。
その後、地道にテレビドラマ、映画、Vシネマ、CM、舞台の出演を重ね現在に至っている。2007年には、『ガンバロン』30周年記念イベントに出演したほか2010年代以降も『相棒』、『あいつ今何してる？』にもゲスト出演し元気な姿を見せている。その『あいつ今何している?』では、2018年現在、川崎市内でとび職をしている安藤を取り上げた。

## 出演

### テレビドラマ
- ファイヤーマン 第30話「宇宙に消えたファイヤーマン」（1973年、日本テレビ）- 橋村たかし 役
- 破れ傘刀舟 悪人狩り（NET / 三船プロ）
  - 第18話「小さな目撃者」（1975年）- 正太 役
- 賞金稼ぎ 第7話「サムライの挽歌」（1975年、NET / 東映）- 道家義之 役
- 小さなスーパーマン ガンバロン （1977年、日本テレビ / 読売広告社 / 創英舎）- 天道輝 役
- ジャッカー電撃隊 第28話「ぼくの秘密！ポケットの中の宇宙怪物」 （1977年、テレビ朝日 / 東映）- イサム 役
- 透明ドリちゃん（テレビ朝日 / 東映、1978年）- 白川大介 役
- 宇宙からのメッセージ・銀河大戦 （テレビ朝日 / 東映、1978年）- ケン王子 役
- 柳生一族の陰謀 第18話「沈丁花は殺しの匂い」（1979年、関西テレビ / 東映）- 稲富雷蔵 役
- スパイダーマン 第19話「まぼろしの少年 地図にない村」（1979年、東京12チャンネル / 東映） - 史郎 役
- バトルフィーバーJ 第8話「鉄腕エースの謎」（1979年、テレビ朝日 / 東映） - 松井幸司 役
- ピーマン白書（フジテレビ、1980年） - 田村ノボル 役
- ただいま放課後（1980年 - 1981年、フジテレビ / 東宝）
- 想い出づくり。 （1981年、TBS)- 佐伯茂 役
- 時空戦士スピルバン 第27話「美しき逃亡者を急襲する吸血毒牙」（1986年、テレビ朝日 / 東映）
- あぶない刑事 第24話「感傷」（1987年、日本テレビ / セントラル・アーツ） - 滝田良 役
- 少女コマンドーIZUMI 第6話「伝説の悪! サソリ」（1987年、フジテレビ / 東映） - 葉山タカシ 役
- もっとあぶない刑事 第23話「心痛」（1989年、日本テレビ / セントラル・アーツ） - 毛利 役
- 月曜ドラマスペシャル
  - 金田一耕助シリーズ『獄門島』（1997年5月5日、TBS）- 鬼頭千万太 役
- 火曜サスペンス劇場
  - 取調室第8作「殺人捜査の裏を知りぬいたエリート警部の犯罪に県警が挑んだ12日間」（1998年5月19日、日本テレビ） - 黒木富士男 役
- 暴れん坊将軍VII（1996年 - 1997年、テレビ朝日）- 三平 役
- 月曜ミステリー劇場「早乙女千春の添乗報告書14」（2003年、TBS）
- しんきん年金Q&A
- 大好き!五つ子4（2002年、TBS)
- 越境捜査（2008年9月11日、テレビ朝日）
- 女かけこみ寺 刑事・大石水穂2（2009年、テレビ東京）- 山辺刑事 役
- 相棒 Season 12 第13話「右京さんの友達」（2014年1月22日、テレビ朝日）- 江藤 役

### テレビバラエティ
- はてなをさがそう （NHK教育テレビ）- カズさん 役（1990年度 - 1995年度）
- あいつ今何してる？ （テレビ朝日、2018年4月18日）- 光石研のエピソード[1]

### 声優
- ザ・ホワイトハウス 4（NHK総合テレビ）
- 初恋（RUNE)

### 映画
- 花の高2トリオ 初恋時代（1975年、東宝 / ホリプロダクション / サンミュージックプロダクション）
- 激突! 合気道（1975年、東映）
- 太陽にかける橋/ペーパー・タイガー（1976年）
- 人形嫌い（1982年）
- 大決戦!超ウルトラ8兄弟（2008年 / 松竹）- ダイゴの父親 役
- 浅草・筑波の喜久次郎 浅草六区を創った筑波人（2016年）
- アウト＆アウト（2018年）

### Vシネマ
- 首領がゆく（2006年）
- 新・首領への道3（2008年） - 二代目鶴政組若頭補佐 サカグチ
- 新・首領への道4（2009年） - 三代目侠山会イシマツ組舎弟 サカグチ

### CM
- 日本マクドナルド
- 日本コカ・コーラ
- NTTタウンページ
- HEIWA

### 舞台
- 暴れん坊将軍
- 天空の魚影

## プロデュース
- 実録・侠魂（2011年）エグゼクティブ・プロデューサー

## イベント
- 小さなスーパーマン ガンバロン30周年記念サイン会&シークレットライブ（2007年5月26日）